# Сент-Сюзан (Арьеж)
Сент-Сюза́н (фр. Sainte-Suzanne) — коммуна во Франции, находится в регионе Юг — Пиренеи. Департамент коммуны — Арьеж. Входит в состав кантона Ле-Фосса. Округ коммуны — Памье.
Код INSEE коммуны — 09342.

## Население
Население коммуны на 2008 год составляло 242 человека.
| 1962 | 1968 | 1975 | 1982 | 1990 | 1999 | 2008 |
| ---- | ---- | ---- | ---- | ---- | ---- | ---- |
| 224  | 233  | 224  | 190  | 174  | 192  | 242  |

## Экономика
В 2007 году среди 150 человек в трудоспособном возрасте (15—64 лет) 118 были экономически активными, 32 — неактивными (показатель активности — 78,7 %, в 1999 году было 71,4 %). Из 118 активных работали 98 человек (58 мужчин и 40 женщин), безработных было 20 (6 мужчин и 14 женщин). Среди 32 неактивных 7 человек были учащимися или студентами, 16 — пенсионерами, 9 были неактивными по другим причинам.

## Достопримечательности
- Романская церковь Сент-Сюзан с отреставрированными фресками